# Mando Aliado de Transformación

Emblema del Mando Aliado de Transformación.

El Mando Aliado de Transformación (en inglés: Allied Command Transformation, ACT) es un mando militar de la Organización del Tratado del Atlántico Norte (OTAN), creado en 2003 tras su reestructuración.
Su objetivo es liderar la transformación militar de las fuerzas y las capacidades de la alianza, utilizando nuevos conceptos como la Fuerza de Respuesta de la OTAN y nuevas doctrinas para mejorar la eficacia militar de los países miembros de la Alianza. Desde que Francia se reincorporó a la Estructura Militar Integrada de la OTAN a mediados de 2009, se produjo un cambio significativo en el que el comandante supremo aliado de Transformación (Supreme Allied Commander Transformation, SACT) pasó a ser un oficial francés. El primer oficial francés en servir como SACT fue el general del Ejército del Aire francés, Stéphane Abrial (2009-2012).

## Historia

### Mando Aliado Atlántico 1952-2003
El Mando Aliado de Transformación fue precedido por el Mando Aliado Atlántico establecido en 1952 bajo la dirección general del comandante supremo aliado del Atlántico (SACLANT), con cuartel general en Norfolk, Virginia. El propósito del Mando Aliado Atlántico era proteger las líneas marítimas de comunicación entre Norteamérica y Europa para reforzar a los países europeos de la OTAN con tropas y suministros estadounidenses en caso de una invasión del Pacto de Varsovia de Europa Occidental. Tras el final de la Guerra Fría, el Mando Aliado Atlántico se vio reducido, y muchos de sus cuarteles generales subordinados repartidos por toda la zona atlántica perdieron su condición de cuartel general de la OTAN y su financiación. Sin embargo, la estructura básica se mantuvo hasta la Cumbre de Praga en la República Checa en 2002. En esa cumbre se acordó el desmantelamiento del Mando Aliado Atlántico, a partir del 19 de junio de 2003, y el establecimiento de un nuevo Mando Aliado de Transformación como su sucesor.
El almirante Edmund Giambastiani, de la Armada de los Estados Unidos, fue el último SACLANT y el primer SACT. Fue comandante del ACLANT hasta el 19 de junio de 2003, luego desempeñó el cargo de comandante supremo aliado de Transformación, hasta el 1 de agosto de 2005.

### Después de la Guerra Fría
En la Cumbre de Praga de 2002 se decidió que la OTAN debía cambiar sus estructuras y conceptos militares y adquirir nuevos tipos de equipamiento para hacer frente a los retos operativos de la guerra de coalición contra las amenazas del nuevo milenio. Así se reorganizó la Estructura de Mando Militar de la OTAN en dos mandos estratégicos: Un mando estratégico, el Mando Aliado de Transformación (ACT), se centró en la transformación de la OTAN, mientras que el otro mando estratégico, el Mando Aliado de Operaciones (ACO/SHAPE), se centró en las operaciones de la OTAN. Los informes iniciales sobre un Mando Aliado de Transformación de la OTAN comenzaron a aparecer en julio de 2002 y el ACT se estableció formalmente el 19 de junio de 2003.
Se diseñó un conjunto de programas informáticos en respuesta a la solicitud de información sobre la situación marítima. Esta solicitud, producto de iniciativas internacionales e interinstitucionales de Estados Unidos denominadas «conciencia del dominio marítimo», sirve para contrarrestar las amenazas a los bienes comunes marítimos, incluyendo el terrorismo, el contrabando de personas o drogas, la piratería y el espionaje.
Desde que el Mando Aliado Atlántico se convirtió en el Mando Aliado de Transformación, los comandantes han incluido oficiales no navales. El general Lance L. Smith de la Fuerza Aérea de los Estados Unidos comandó el ACT desde el 10 de noviembre de 2005 hasta el 9 de noviembre de 2007. Fue sucedido por el general Jim Mattis del Cuerpo de Marines de los Estados Unidos, quien ocupó el cargo del 9 de noviembre de 2007 al 8 de septiembre de 2009.
Un cambio significativo fue la asunción del mando por un oficial francés, después de que Francia se reincorporara a la Estructura de Mando de la OTAN a mediados de 2009. El general Stéphane Abrial, antiguo jefe del Ejército del Aire de Francia, asumió el mando en 2009. El general del Ejército del Aire francés Jean-Paul Paloméros sustituyó a Abrial a finales de septiembre de 2012. El 30 de septiembre de 2015, el general del Ejército del Aire francés Denis Mercier sucedió al general Paloméros. Y el 11 de septiembre de 2018, el general del Ejército del Aire francés André Lanata sucedió al general Mercier.

## Responsabilidades
La misión del Mando Aliado de Transformación tiene dos vertientes:
- Permitir al Mando Aliado de Operaciones llevar a cabo eficazmente las operaciones en curso;
- Preparar las futuras operaciones de la OTAN.

El Mando Aliado de Transformación se organiza en torno a cuatro funciones principales:
- Pensamiento estratégico;
- Desarrollo de capacidades;
- Educación, capacitación y ejercicios;
- Cooperación y compromiso.

## Organización

### Cuartel general del ACT
El cuartel general del mando está en Norfolk, Virginia, en los Estados Unidos.

### Cuarteles generales subordinados
Como reflejo de la OTAN en su conjunto, el Mando Aliado de Transformación está presente a ambos lados del Atlántico. Antes de la desactivación del Mando Conjunto de las Fuerzas de los Estados Unidos, los dos mandos estaban ubicados en el mismo lugar, y de hecho compartieron un comandante durante algún tiempo. Hay un oficial del ACT en el SHAPE en Mons, Bélgica. Los principales mandos subordinados del ACT son el Centro de Guerra Conjunta (JWC) en Stavanger, Noruega; el Centro de Adiestramiento de Fuerzas Conjuntas (JFTC) en Bydgoszcz, Polonia; y el Centro de Análisis Conjunto y Lecciones Aprendidas (JALLC) en Monsanto, Portugal. En el marco de un acuerdo financiado por los clientes, ACT invierte cada año unos treinta millones de euros en investigación con la Agencia de Comunicaciones e Información de la OTAN (NCIA) para apoyar programas científicos y experimentales.

### Centros de excelencia de la OTAN
Los centros de excelencia (COE) ofrecen conocimientos y experiencia reconocidos en beneficio de la Alianza, especialmente en apoyo de la transformación. La mayoría son patrocinados por un solo país, pero algunos son patrocinados por varios miembros. La OTAN tiene un total de 25 centros. Ofrecen oportunidades para mejorar la educación y la formación, la interoperabilidad y las capacidades, ayudar en el desarrollo de la doctrina y/o probar y validar conceptos mediante la experimentación. Los centros de excelencia no forman parte de la Estructura de Mando Militar de la OTAN, pero sus actividades con la OTAN se coordinan a través del cuartel general del ACT. Dado que los centros de excelencia son entidades predominantemente multinacionales, la mayoría de ellos son supervisados por un Comité Directivo, que establece el programa de trabajo y aprueba el presupuesto para el centro. El Comité de Vigilancia está integrado por un representante con derecho a voto de cada nación patrocinadora y por varios observadores. Todas las decisiones se toman por consenso.
Centros de excelencia acreditados por la OTAN:
|     | Nombre                                                           | Año de acreditación | Localización            | Naciones patrocinadoras | Sitio web                                                    |
| --- | ---------------------------------------------------------------- | ------------------- | ----------------------- | ----------------------- | ------------------------------------------------------------ |
| 1.  | Centro de análisis y simulación de operaciones aéreas            | 2008                | Lyon, Francia           | Francia                 | CASPOA Archivado el 26 de agosto de 2018 en Wayback Machine. |
| 2.  | Cooperación cívico-militar                                       | 2007                | La Haya, Países Bajos   | Alemania y Países Bajos | CIMIC                                                        |
| 3.  | Operaciones en clima frío                                        | 2007                | Bodø, Noruega           | Noruega                 | CWO                                                          |
| 4.  | Operaciones conjuntas combinadas desde el mar                    | 2006                | Norfolk, Estados Unidos | Estados Unidos          | CJOS                                                         |
| 5.  | Mando y control                                                  | 2008                | Utrecht, Países Bajos   | Países Bajos            | C2                                                           |
| 6.  | Ciberdefensa cooperativa                                         | 2008                | Tallin, Estonia         | Estonia                 | CCD                                                          |
| 7.  | Centro de excelencia contra dispositivos explosivos improvisados | 2010                | Madrid, España          | España                  | C-IED Archivado el 26 de agosto de 2018 en Wayback Machine.  |
| 8.  | Contrainteligencia                                               | 2015                | Cracovia, Polonia       | Eslovaquia y Polonia    | CI                                                           |
| 9.  | Gestión de crisis y respuesta a desastres                        | 2015                | Sofía, Bulgaria         | Bulgaria                | CMDR                                                         |
| 10. | Defensa contra el terrorismo                                     | 2006                | Ankara, Turquía         | Turquía                 | DAT                                                          |
| 11. | Seguridad energética                                             | 2012                | Vilna, Lituania         | Lituania                | ENSEC                                                        |
| 12. | Disposición de artefactos explosivos                             | 2011                | Trenčín, Eslovaquia     | Eslovaquia              | EOD                                                          |
| 13. | Inteligencia humana                                              | 2010                | Oradea, Rumania         | Rumania                 | HUMINT                                                       |
| 14. | Centro de competencia conjunto de la fuerza aérea                | 2005                | Kalkar, Alemania        | Alemania                | JAPCC                                                        |
| 15. | Defensa conjunta química, biológica, radiológica y nuclear       | 2007                | Vyškov, República Checa | República Checa         | JCBRN Defence                                                |
| 16. | Ingeniería militar                                               | 2010                | Ingolstadt, Alemania    | Alemania                | MILENG                                                       |
| 17. | Medicina militar                                                 | 2009                | Budapest, Hungría       | Hungría                 | MILMED                                                       |
| 18. | Policía militar                                                  | 2014                | Bydgoszcz, Polonia      | Polonia                 | MP                                                           |
| 19. | Modelación y simulación                                          | 2012                | Roma, Italia            | Italia                  | M&S                                                          |
| 20. | Guerra en montaña                                                | 2015                | Poljče, Eslovenia       | Eslovenia               | MW                                                           |
| 21. | Guerra naval contra minas                                        | 2006                | Ostende, Bélgica        | Bélgica                 | NMW                                                          |
| 22. | Operaciones en aguas confinadas y poco profundas                 | 2008                | Kiel, Alemania          | Alemania                | CSW                                                          |
| 23. | Estabilidad policial                                             | 2015                | Vicenza, Italia         | Italia                  | SP                                                           |
| 24. | Comunicaciones estratégicas                                      | 2014                | Riga, Letonia           | Letonia                 | StratCom                                                     |